# Мафіозо (фільм)
«Мафіозо» (італ. Mafioso) — італійський фільм режисера Альберто Латтуади, що вийшов 25 жовтня 1962 року.

## Сюжет
Робітник автомобільного заводу разом зі своєю дружиною і двома дочками у відпустку їде на Сицилію. Головна мета поїздки — переконати свою сім'ю в тому, що його рідна Сицилія прекрасна країна. Однак на місці з'ясовується, що деякі особливості сицилійської мафії він встиг забути.

## Актори
- Альберто Сорді — Антоніо Бадаламенті
- Норма Бенгелл — Марта
- Габріелла Конті — Розалія
- Уго Аттанасіо — Дон Вінченцо
- Чинція Бруно — Донателла
- Катюша Піретті — Патріція
- Армандо Тіне — доктор Занкі
- Ліллі Бістраттін — секретарка доктора Занкі
- Мішель Бейллі — молода баронеса
- Франческо Ло Брільйо — Дон Калоджеро
- Кармело Олів'єро — Дон Ліборіо

## Знімальна група
- Режисер — Альберто Латтуада
- Сценарій — Рафаель Аскона, Марко Феррері, Адженоре Інкроччі, Фуріо Скарпеллі, Бруно Карузо
- Продюсер — Тоніно Черві, Діно Де Лаурентіс
- Оператор — Армандо Наннуцці
- Композитор — П'єро Піччоні
- Художник — Карло Егіді, Анджела Самачіччія, Маріо Раваско
- Монтаж — Ніно Баральї